# Hussein Badreddine al-Houthi
Hussein Badreddine al-Houthi (arabe : حسين بدر الدين الحوثي) est un chef religieux zaïdi et ancien membre du Parlement yéménite pour le parti Al-Haqq al-Islami entre 1993 et 1997. Son nom complet est Seyyed Hossein Houthis et il est le fils de Allameh Badroddin al-Houthi. Il est le frère de Yahia Badreddin al-Houthi et Abdul-Malik al-Houthi. En 2004, Al-Houthi lance l'insurrection au Sa'dah. Il est également le fondateur du groupe Jeunes Croyants. Les soutiens du groupe accusent le gouvernement yéménite de l'avoir tué dans le but de soutenir les États-Unis et Israël. Le mouvement des Houthis prend son nom après sa mort au combat en 2004.

## Biographie
Al-Houthi est né en 1956 dans la région de Marran dans le gouvernorat de Sa'dah. Son père, Badr al-Din al-Houthi, était un éminent chef religieux zaïdite, qui a brièvement pris la tête du mouvement des Houthis après la mort de son fils Hussein.
Il a participé avec des personnalités zaydies pour la création du Parti de la vérité (Al-Haq) en 1990 et a remporté les élections législatives en 1993 avec un siège au Parlement Al-Yamani a représenté la circonscription (294) dans le gouvernorat de Saada de l'année (1993-1997) en tant que candidat.
Al-Houthi a reçu le soutien socialiste lors des élections de 1993, et sa position, comme celle du Parti de la vérité, était en faveur du socialisme pendant la crise politique qui a précédé la guerre de l'été 1994. Hussein al-Houthi a été accusé de soutenir la sécession et de soutenir les forces du Parti socialiste yéménite dans la guerre de la guerre d'été de 1994, après quoi il a quitté le Parti de la vérité et ne s'est pas présenté aux élections législatives de 1997. Il ne s'est pas présenté à nouveau, et son frère Yahia Badreddine al-Houthi s'est présenté et a remporté le siège du Parti du Congrès général du peuple. Quant à lui, il s'est consacré au Mouvement des jeunes croyants (Houthis), formant son noyau, diffuser la pensée de la culture coranique selon sa jurisprudence, et établir ses écoles dans le gouvernorat de Saada.
Il étudie le chiisme à Qom.
En 1992, il cofonde l'organisation religieuse Forum des Jeunes Croyants. Après des scissions, une faction forme les Houthis sous la conduite de Hussein Badreddine,.

## Mort
Le 18 juin 2004, la police yéménite arrête 640 partisans de Hussein Badreddine al-Houthis, alors qu'ils manifestaient en face de la Grande Mosquée de Sanaa. Deux jours plus tard, le gouvernement yéménite offre une prime de 55 000 $ pour la capture d'al-Houthi et lance une opération visant à mettre fin à sa supposée rébellion . En juillet, les forces armées du Yémen avaient tué 25 partisans d'al-Houthi et augmenté la prime à 75 500 $ (10 millions de rials). Après des mois de batailles entre les forces de sécurité yéménites et les Houthis, le 10 septembre les Ministères de l'Intérieur et de la Défense yéménites déclarent qu'al-Houthi a été tué avec vingt de ses collaborateurs dans le district de Marran, gouvernorat de Sa'dah. Le gouvernement croit ainsi mettre fin à l'insurrection.

## Héritage
Le 5 juin 2013, des dizaines de milliers de chiites yéménites assistent à la réinhumation de la dépouille d'al-Houthi à Saada, où des rebelles armés ont été déployés en grand nombre. Le nouveau gouvernement yéménite avait remis sa dépouille à sa famille le 28 décembre 2012 en signe de bonne volonté pour renforcer les pourparlers de réconciliation nationale. Le précédent gouvernement d'Ali Abdallah Saleh, qui avait démissionné en 2012 après la révolution yéménite, avait initialement enterré al-Houthi en 2004 à la prison centrale de Sanaa pour empêcher sa tombe de devenir un sanctuaire pour les Zaydis. Un représentant du président yéménite Abdrabbo Mansour Hadi assiste  aux funérailles, mais un porte-parole houthi accuse le gouvernement central de refuser de délivrer des visas à plusieurs dignitaires qui souhaitaient se rendre au Yémen pour assister à la cérémonie et d'avoir démoli des photos d'al-Houthi affichées dans la capitale yéménite.
Les Houthis tirent leur nom du nom de la Tribu al-Houthi. Ses frères Abdul-Malik, Yahia et Abdul-Karim sont les chefs des rebelles, tout comme ses défunts frères Ibrahim et Abdulkhalik.